# Gennadij Volnov
Gennadij Georgijevitj Volnov (ryska: Геннадий Георгиевич Вольнов), född 28 november 1939 i Moskva, Sovjetunionen, död 15 juli 2008, var en sovjetisk basketspelare som tog OS-guld 1972 i München, OS-silver 1960 i Rom, OS-silver 1964 i Tokyo och OS-brons 1968 i Mexico City. Han spelade under flera år för CSKA Moskva och blev sovjetisk mästare med detta lag 1960, 1961, 1962, 1963, 1964, 1965, 1966, 1967, 1969, och 1970.